# Lachenalia
Lachenalia (Lachenalia J.Jacq. ex Murray) – rodzaj roślin z rodziny szparagowatych. Obejmuje 135 gatunków występujących w Afryce Południowej i Namibii. Introdukowany do Australii i Hiszpanii.
Nazwa naukowa rodzaju została nadana na cześć Wernera de Lachenala, żyjącego w latach 1736–1800 szwajcarskiego botanika, profesora botaniki i rektora Uniwersytetu w Bazylei, założyciela ogrodu botanicznego przy tej uczelni.

## Zasięg geograficzny
Wszystkie gatunki lachenalii są endemitami południowej Afryki. Większość z nich występuje miejscowo, ale niekiedy w pojedynczych, izolowanych lokalizacjach. Jedynie L. bulbifera i L. obscura mają szerszy zasięg występowania. Rodzaj zasiedla obszar od południowo-zachodniego wybrzeża Namibii przez Północną, Zachodnią i Wschodnią Prowincję Przylądkową do północno-zachodniego Wolnego Państwa w Republice Południowej Afryki. Centrum różnorodności tego rodzaju ograniczone jest do Namaqualand i Zachodniej Prowincji Przylądkowej. 

## Morfologia

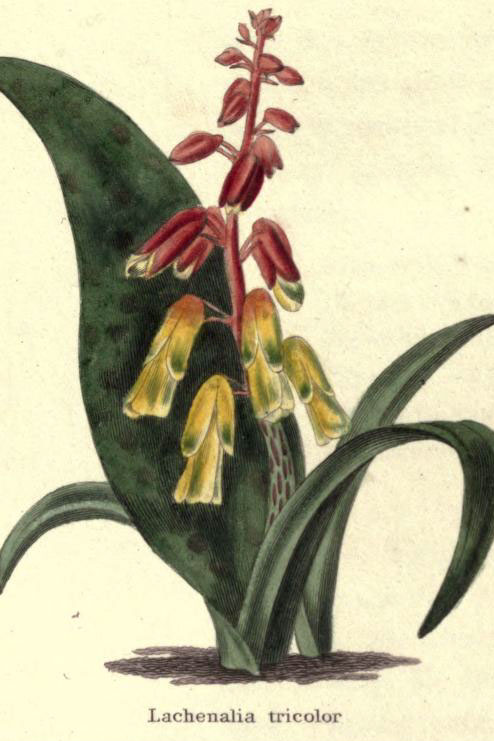
Lachenalia aloides

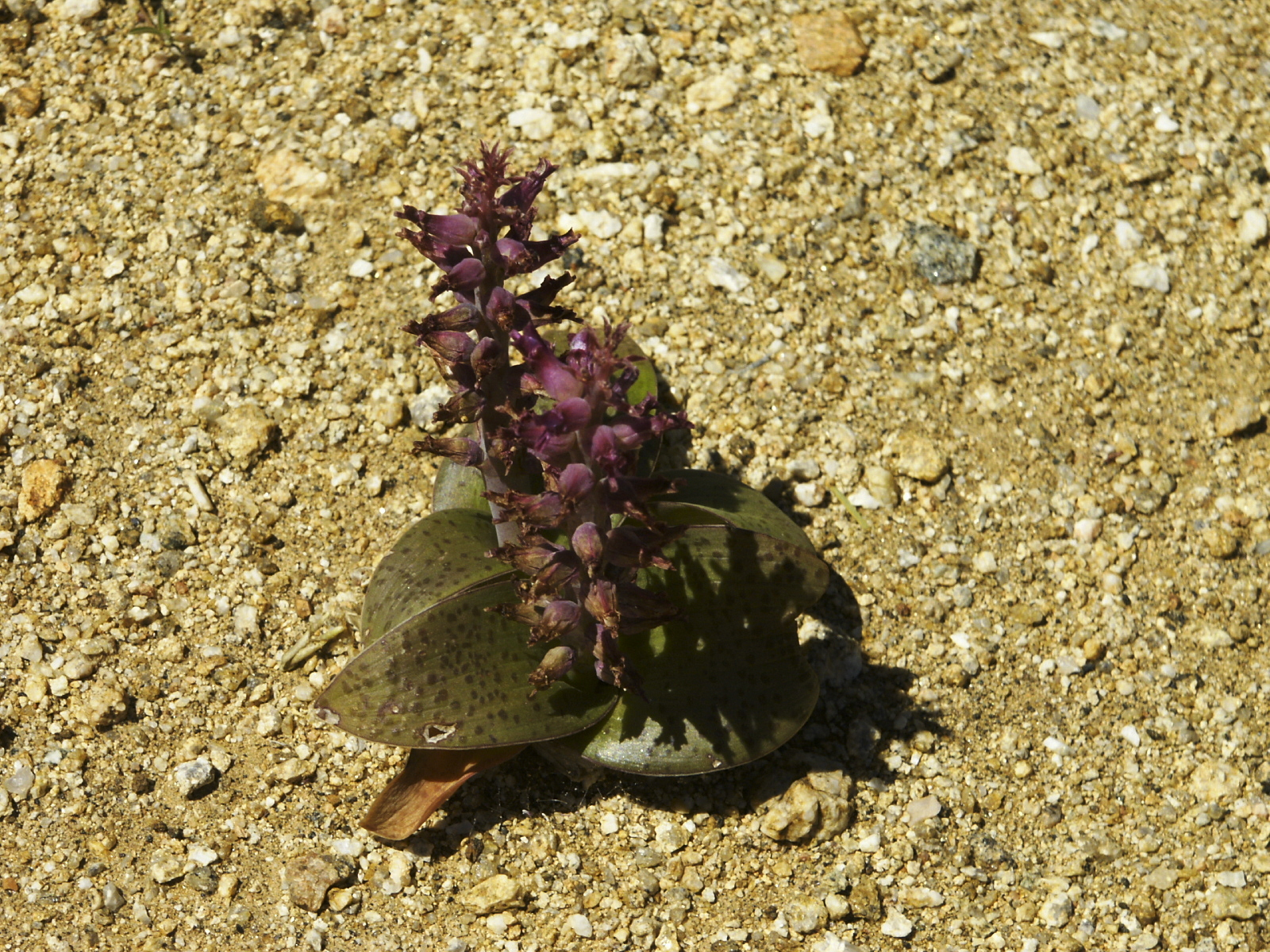
Lachenalia carnosa

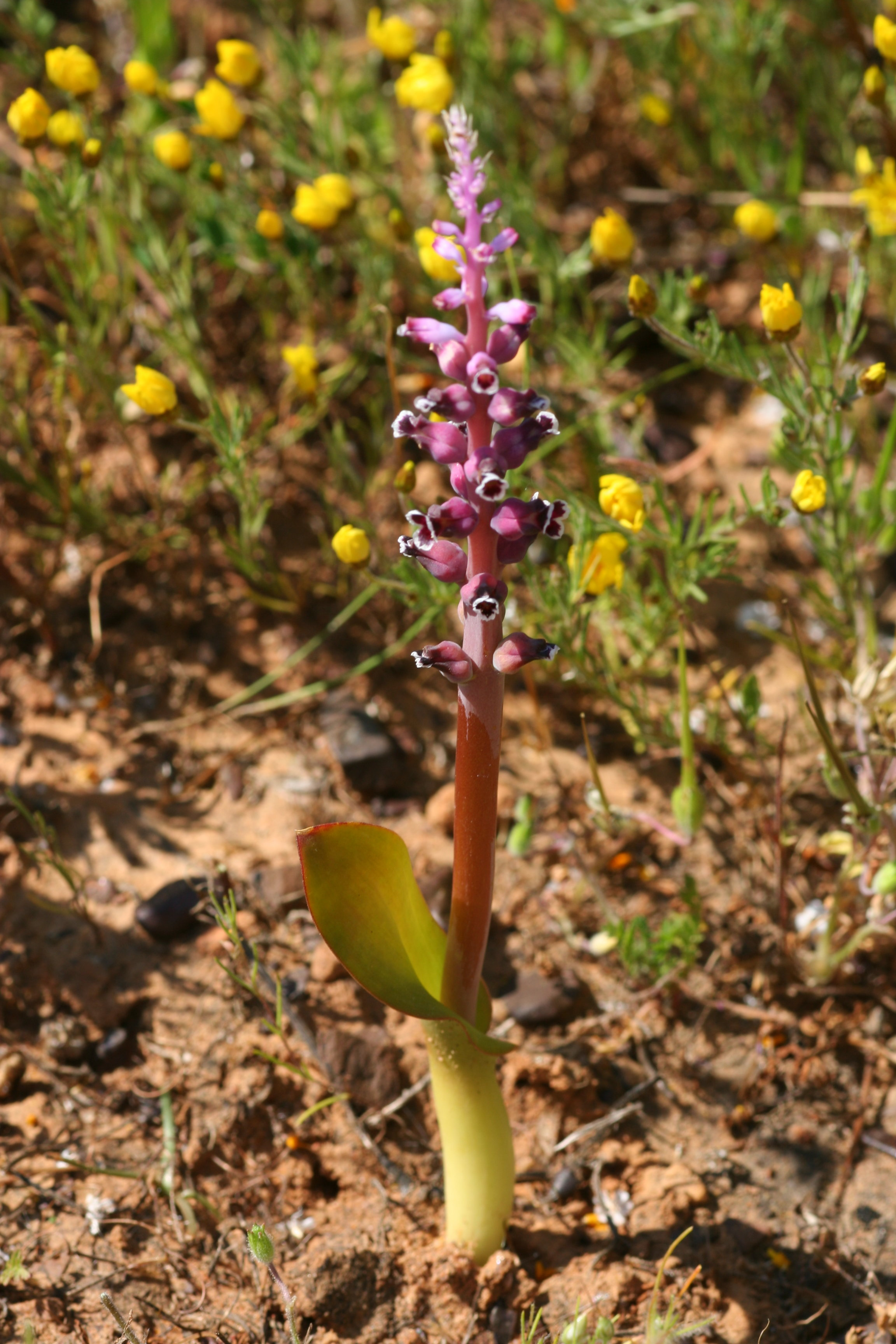
Lachenalia elegans

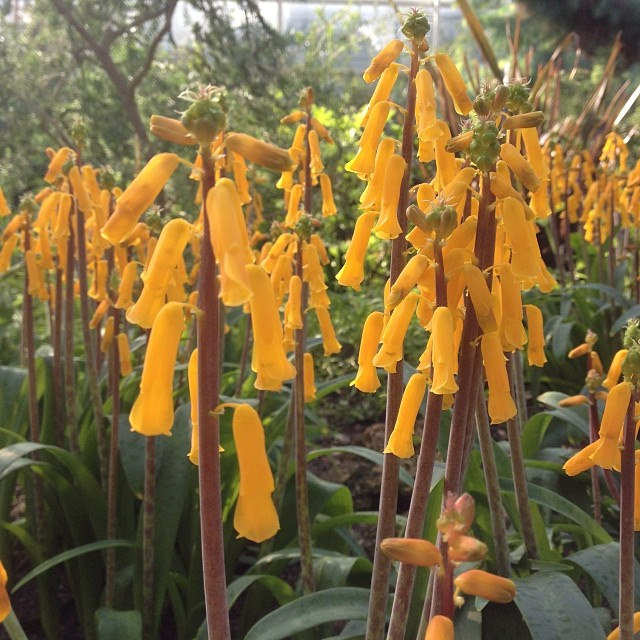
Lachenalia flava

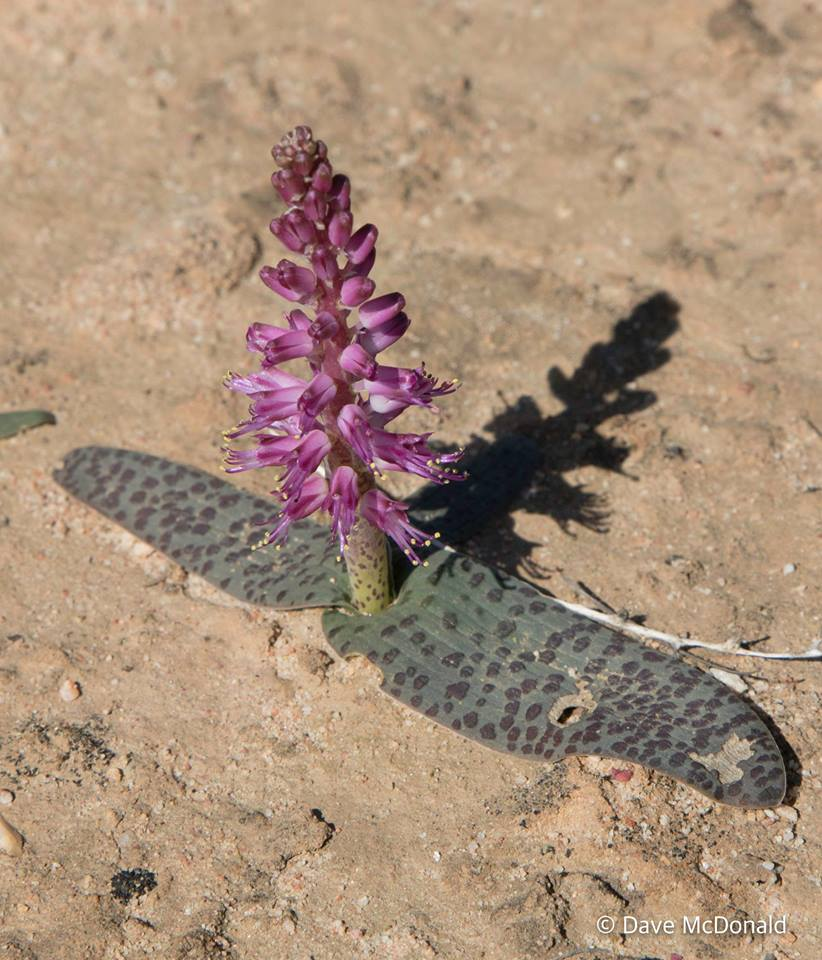
Lachenalia nardousbergensis

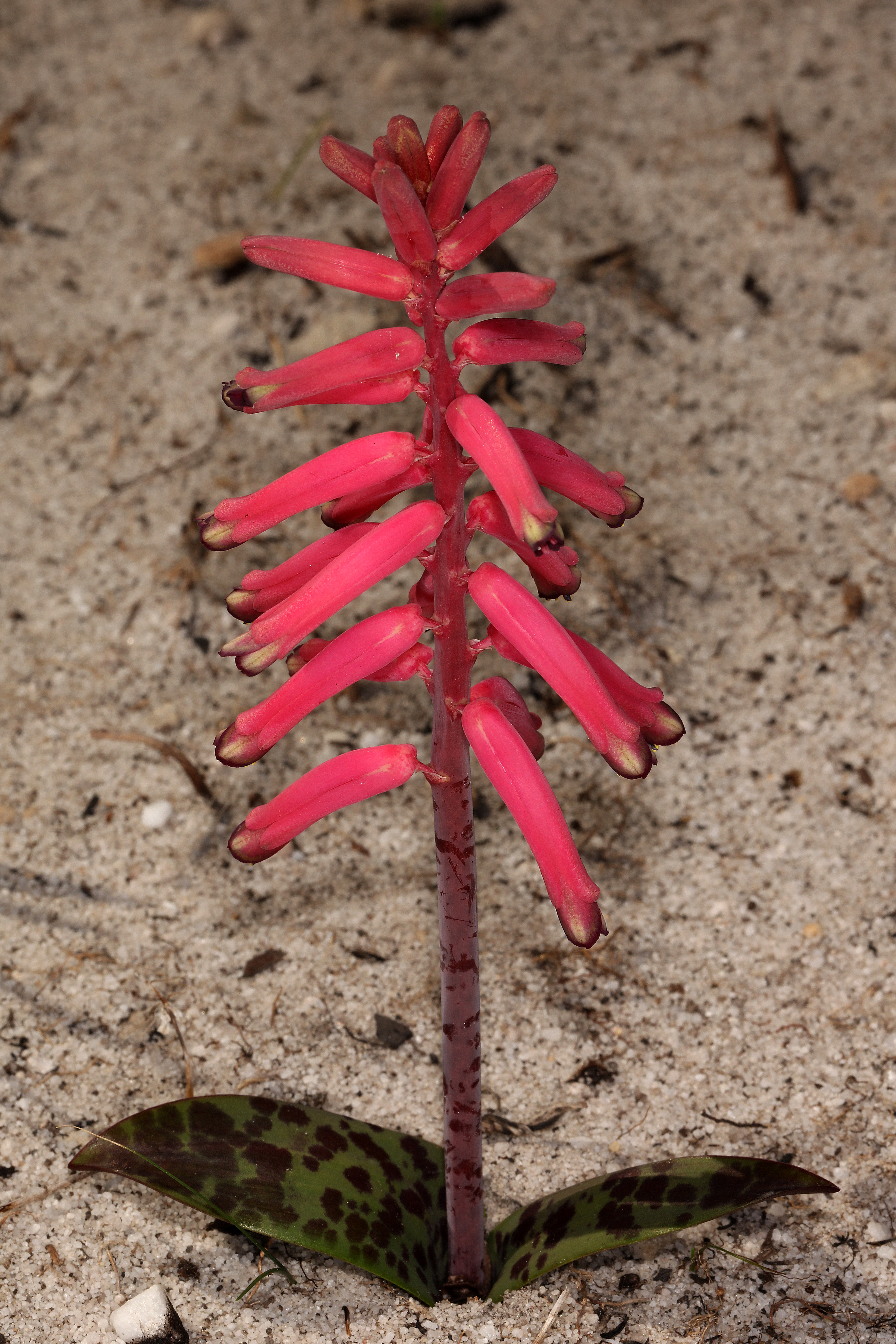
Lachenalia punctata

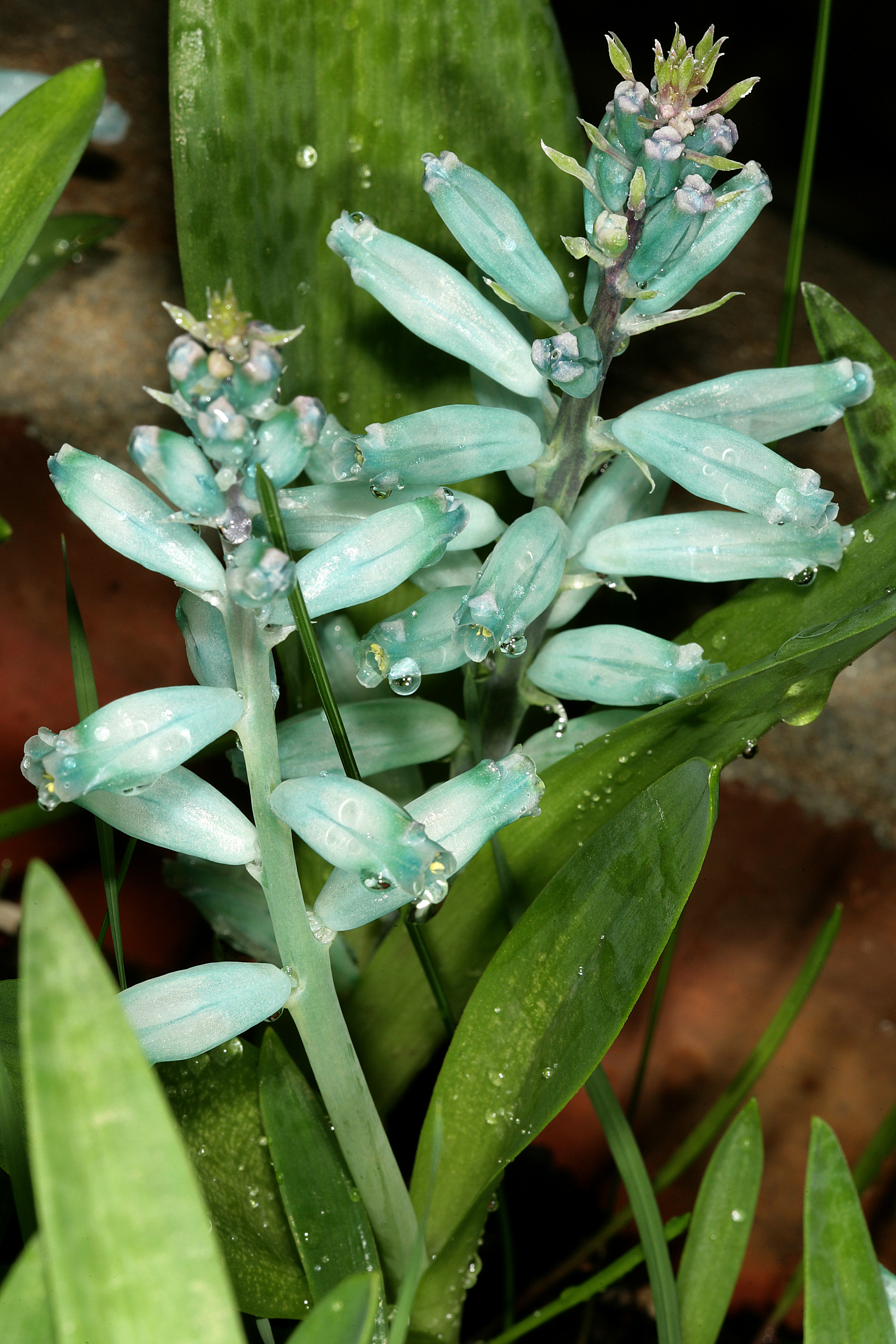
Lachenalia viridiflora

PokrójWieloletnie rośliny zielne, występujące pojedynczo lub w grupach.
PędPodziemna cebula zbudowana z łuskowatych katafili i pochwiastych nasad liści właściwych z 1–2 sezonów wegetacyjnych.
LiścieLiście odziomkowe, sezonowe, pstrokate lub cętkowate, wzniesione lub rozpostarte poziomo. W sezonie wegetacyjnym rośliny wytwarzają najczęściej dwa liście.
KwiatyZebrane w grono lub kłos, wyrastające na głąbiku. Szypułki bądź bardzo skrócone, bądź wydatne i zgięte w dół. Kwiaty wzniesione lub zwisłe, na szczycie kwiatostanu szczątkowe. Okwiat zwykle nieco grzbiecisty, sześciolistkowy, biały, zielony, żółty, fioletowy lub różowy. Listki okwiatu w dolnej części zrośnięte krótko w rurkę, powyżej przyległe lub rozchylone. Listki zewnętrznego okółka zwykle dużo krótsze od tych z okółka wewnętrznego. Sześć pręcików o nitkowatych nitkach przyrośniętych do listków okwiatu i obrotnych, dołączonych grzbietowo i skierowanych do wewnątrz pylnikach, pękających przez szczeliny. Zalążnia górna, trójkomorowa, z licznymi zalążkami w każdej komorze, położonymi kątowo. Szyjka słupka długa lub krótka, zakończona główkowatym znamieniem.
OwoceKulistawe do elipsoidalnych, zielone lub żółte torebki, zawierające kulistawe, czarne, gładkie nasiona, często z elajosomem.

## Biologia
RozwójGeofity cebulowe. Większość gatunków występuje na obszarach zimowych opadów deszczu i ich okres wegetacyjny rozpoczyna się późną jesienią, a kwitnienie następuje zimą. Nawet te gatunki, które występują na obszarach opadów letnich, jak L. campanulata i L. karooica, zachowują taki cykl wegetacyjny. Jedynym gatunkiem, który nie przechodzi okresu spoczynku w miesiącach letnich jest L. pearsonii, występująca w południowej Namibii. Gatunki występujące na szczególnych suchych obszarach (np. L. xerophila) w przypadku braku opadów deszczu nie rozpoczynają wegetacji. Kwitnienie dwóch gatunków (L. montana i L. sargeantii) jest zależne od wystąpienia sezonowych pożarów. Wiele gatunków jest zapylanych przez pszczoły. Gatunki z grupy L. aloides zapylane są przez nektarniki. Prawdopodobnie rośliny te zapylane są też przez gryzonie.
SiedliskoPoszczególne gatunki zasiedlają różne środowiska. Najbardziej skrajne siedliska zajmują L. punctata, która występuje w głębokich, przybrzeżnych piaskach, bardzo kwaśnych lub bardzo zasadowych, oraz L. campanulata, która zasiedla ciężkie gleby na wysokości powyżej 2000 m n.p.m. Pozostałe gatunki występują na przykład na glebach próchnicznych na wychodniach granitowych (np. L. aloides), na wapiennych formacjach skalnych (np. L. undulata) lub sezonowo zalewanych ciężkich glebach gliniastych (np. L. bachmannii). Jedynie trzy gatunki nie występują na stanowiskach nasłonecznionych: L. margaretae, L. orchioides i L. fistulosa.
GenetykaLiczba chromosomów 2n = 10, 14, 15, 16, 18, 20, 21, 22, 24, 26, 27, 28, 29, 30, 32, 40, 42, 44, 56.

## Systematyka
Pozycja systematycznaRodzaj z podplemienia Massoniinae, plemienia Hyacintheae, podrodziny Scilloideae z rodziny szparagowatych Asparagaceae.
Wykaz gatunków
- Lachenalia adamii G.D.Duncan
- Lachenalia alba W.F.Barker ex G.D.Duncan
- Lachenalia algoensis Schönland
- Lachenalia aloides (L.f.) Engl.
- Lachenalia ameliae W.F.Barker
- Lachenalia angelica W.F.Barker
- Lachenalia anguinea Sweet
- Lachenalia arbuthnotiae W.F.Barker
- Lachenalia arenicola G.D.Duncan & Helme
- Lachenalia argillicola G.D.Duncan
- Lachenalia attenuata W.F.Barker ex G.D.Duncan
- Lachenalia aurioliae G.D.Duncan
- Lachenalia bachmannii Baker
- Lachenalia barbarae G.D.Duncan
- Lachenalia barkeriana U.Müll.-Doblies, B.Nord. & D.Müll.-Doblies
- Lachenalia bolusii W.F.Barker
- Lachenalia bowkeri Baker
- Lachenalia bruynsii G.D.Duncan
- Lachenalia buchubergensis Dinter
- Lachenalia bulbifera (Cirillo) Engl.
- Lachenalia calcicola (U.Müll.-Doblies & D.Müll.-Doblies) G.D.Duncan
- Lachenalia callista G.D.Duncan & T.J.Edwards
- Lachenalia campanulata Baker
- Lachenalia canaliculata G.D.Duncan
- Lachenalia capensis W.F.Barker
- Lachenalia carnosa Baker
- Lachenalia cernua G.D.Duncan
- Lachenalia comptonii W.F.Barker
- Lachenalia concordiana Schltr. ex W.F.Barker
- Lachenalia congesta W.F.Barker
- Lachenalia contaminata Aiton
- Lachenalia convallarioides Baker
- Lachenalia corymbosa (L.) J.C.Manning & Goldblatt
- Lachenalia dasybotrya Diels
- Lachenalia dehoopensis W.F.Barker
- Lachenalia doleritica G.D.Duncan
- Lachenalia duncanii W.F.Barker
- Lachenalia elegans W.F.Barker
- Lachenalia ensifolia (Thunb.) J.C.Manning & Goldblatt
- Lachenalia fistulosa Baker
- Lachenalia flava Andrews
- Lachenalia framesii W.F.Barker
- Lachenalia giessii W.F.Barker
- Lachenalia glauca (W.F.Barker) G.D.Duncan
- Lachenalia glaucophylla W.F.Barker
- Lachenalia haarlemensis Fourc.
- Lachenalia hirta (Thunb.) Thunb.
- Lachenalia inconspicua G.D.Duncan
- Lachenalia isopetala Jacq.
- Lachenalia judithiae G.D.Duncan
- Lachenalia juncifolia Baker
- Lachenalia karooica W.F.Barker ex G.D.Duncan
- Lachenalia karoopoortensis G.D.Duncan
- Lachenalia klinghardtiana Dinter
- Lachenalia kliprandensis W.F.Barker
- Lachenalia krugeri G.D.Duncan
- Lachenalia lactosa G.D.Duncan
- Lachenalia latimerae W.F.Barker
- Lachenalia leipoldtii G.D.Duncan
- Lachenalia leomontana W.F.Barker
- Lachenalia liliiflora Jacq.
- Lachenalia longibracteata E.Phillips
- Lachenalia longituba (A.M.van der Merwe) J.C.Manning & Goldblatt
- Lachenalia lutea G.D.Duncan
- Lachenalia luteola Jacq.
- Lachenalia lutzeyeri G.D.Duncan
- Lachenalia macgregoriorum W.F.Barker
- Lachenalia magentea G.D.Duncan
- Lachenalia margaretae W.F.Barker
- Lachenalia marginata W.F.Barker
- Lachenalia marlothii W.F.Barker ex G.D.Duncan
- Lachenalia martiniae W.F.Barker
- Lachenalia martleyi G.D.Duncan
- Lachenalia mathewsii W.F.Barker
- Lachenalia maximiliani Schltr. ex W.F.Barker
- Lachenalia mediana Jacq.
- Lachenalia membranacea (W.F.Barker) G.D.Duncan
- Lachenalia minima W.F.Barker
- Lachenalia moniliformis W.F.Barker
- Lachenalia montana Schltr. ex W.F.Barker
- Lachenalia multifolia W.F.Barker
- Lachenalia mutabilis G.Lodd. ex Schult. & Schult.f.
- Lachenalia namaquensis W.F.Barker
- Lachenalia namibiensis W.F.Barker
- Lachenalia nardousbergensis G.D.Duncan
- Lachenalia neilii W.F.Barker ex G.D.Duncan
- Lachenalia nervosa Ker Gawl.
- Lachenalia nutans G.D.Duncan
- Lachenalia obscura Schltr. ex G.D.Duncan
- Lachenalia orchioides (L.) Aiton
- Lachenalia orthopetala Jacq.
- Lachenalia pallida Aiton
- Lachenalia patentissima G.D.Duncan
- Lachenalia patula Jacq.
- Lachenalia paucifolia (W.F.Barker) J.C.Manning & Goldblatt
- Lachenalia pearsonii (R.Glover) W.F.Barker
- Lachenalia peersii Marloth ex W.F.Barker
- Lachenalia perryae G.D.Duncan
- Lachenalia physocaulos W.F.Barker
- Lachenalia polyphylla Baker
- Lachenalia polypodantha Schltr. ex W.F.Barker
- Lachenalia punctata Jacq.
- Lachenalia purpureocaerulea Jacq.
- Lachenalia pusilla Jacq.
- Lachenalia pygmaea (Jacq.) G.D.Duncan
- Lachenalia quadricolor Jacq.
- Lachenalia reflexa Thunb.
- Lachenalia rosea Andrews
- Lachenalia salteri W.F.Barker
- Lachenalia sargeantii W.F.Barker
- Lachenalia schelpei W.F.Barker
- Lachenalia schlechteri Baker
- Lachenalia sessiliflora Andrews
- Lachenalia splendida Diels
- Lachenalia stayneri W.F.Barker
- Lachenalia suaveolens (W.F.Barker) G.D.Duncan
- Lachenalia summerfieldii G.D.Duncan
- Lachenalia thomasiae W.F.Barker ex G.D.Duncan
- Lachenalia thunbergii G.D.Duncan & T.J.Edwards
- Lachenalia trichophylla Baker
- Lachenalia undulata Masson ex Baker
- Lachenalia unifolia Jacq.
- Lachenalia valeriae G.D.Duncan
- Lachenalia vanzyliae (W.F.Barker) G.D.Duncan & T.J.Edwards
- Lachenalia variegata W.F.Barker
- Lachenalia ventricosa Schltr. ex W.F.Barker
- Lachenalia verticillata W.F.Barker
- Lachenalia violacea Jacq.
- Lachenalia viridiflora W.F.Barker
- Lachenalia whitehillensis W.F.Barker
- Lachenalia wrightii Baker
- Lachenalia xerophila Schltr. ex G.D.Duncan
- Lachenalia youngii Baker
- Lachenalia zebrina W.F.Barker
- Lachenalia zeyheri Baker

## Zastosowanie
Rośliny ozdobneLachenalie są uprawiane jako rośliny ogrodowe. W Polsce do gruntu cebule należy sadzić wiosną, z końcem kwietnia. Można je również uprawiać jako rośliny pokojowe, wysadzając cebule od listopada do lutego, niemniej dla zachowania wysokiej jakości kwiatów rośliny wymagają w tym okresie doświetlania. Zakwitają po około 2 miesiącach od posadzenia cebul. Rośliny wymagają podłoża przepuszczalnego, porowatego, szybko wysychającego. Dobrze radzą sobie w podłożu pumeksowym lub mieszance pumeksu albo grubego perlitu z ziemią ogrodową. W okresie letnim wymagają przesuszenia. W Polsce cebule wymagają wykopania na zimę (strefy mrozoodporności: 9–11).
W uprawie znajdują się również kultywary lachenalii, na przykład 'Nelsonii' o wysokości 20 cm i brzoskwiniowych kwiatach, 'Rupert' o wysokości 30 cm i jasnoniebieskoliliowych kwiatach lub 'Namakwa' o wysokości 30 cm i kwiatach żółtych z purpurowymi wierzchołkami. Zarówno gatunki botaniczne jak i kultywary były nagradzane Award of Garden Merit przez Królewskie Towarzystwo Ogrodnicze w Londynie.
Rośliny leczniczeW liściach L. unifolia obecne są flawonoidy: diosmetyna, tricetyna i luteolina.